# Pentling
Pentling település Németországban, azon belül Bajorországban. Lakosainak száma 6398 fő (2023. december 31.).

## Népesség
A település népessége az elmúlt években az alábbi módon változott:
| Lakosok száma | 2832 | 1469 | 5710 | 5735 | 5916 | 5958 | 6060 | 6137 | 6213 | 6398 |
|               | 1970 | 1975 | 2011 | 2012 | 2014 | 2015 | 2017 | 2019 | 2022 | 2023 |